# Азербејџан на Европском првенству у атлетици за јуниоре 2017.
Азербејџан је учествовао на 24. Европском првенству за јуниоре 2017. одржаном у Гросето, Италија, од 20. до 23. јула. Репрезентацију Азербејџана на његовом деветом учешћу на европским првенствима за јуниоре од 2000. године од када Азербејџан учествује самостално под овим именом, представљао је 1 спортиста који су се такмичио у скоку удаљ.
На овом такмичењу такмичар из Азербејџана није остварио неки резултат.

## Учесници
Јуниори:
- Јадула Ибрахимов — Скок удаљ

## Резултати

### Јуниори
| Атлетичар        | Дисциплина | Лични рекорд | Квалификације | Квалификације | Полуфинале | Полуфинале | Финале               | Финале       | Детаљи |
| Атлетичар        | Дисциплина | Лични рекорд | Резултат      | Место         | Резултат   | Место      | Резултат             | Место        | Детаљи |
| ---------------- | ---------- | ------------ | ------------- | ------------- | ---------- | ---------- | -------------------- | ------------ | ------ |
| Јадула Ибрахимов | скок удаљ  | 7,21         | 6,90          | 12. у гр. Б   |            |            | Није се квалификовао | 23 / 25 (26) |        |